# Arno Behrisch
Arno Behrisch, född 6 juni 1913 i Dresden, död 16 september 1989 i Hof, var en tysk politiker i SPD, SAPD och senare DFU. Han var politisk flykting i Sverige 1938-1945.

## Liv och karriär
Behrisch var utbildad typograf. Under nazismen, gick han under jorden i Dresden 1934 och flydde till Tjeckoslovakien och gick 1938 i exil till Sverige. Där deltog han i för beredelserna för sabotage av hamnen i Oxelösund i samarbete med den brittiska Secret Intelligence Service. Syftet var bland annat att störa malmtransporterna till Tyskland. Efter kriget återvände han till Tyskland. Fram till 1961, skrev Behrisch som redaktör i Oberfränkischen Volkszeitung och skrev även för Deutsche Volkszeitung.